# نانسی دامیانووا
نانسی دامیانووا (به انگلیسی: Nansy Damianova) ژیمناست زادهٔ ۳۰ مارس ۱۹۹۱ میلادی اهل کشور کانادا است.